# 福岡市地下鐵
福岡市地下鐵（日语：／ Fukuokashi chikatetsu */?）是由福岡市交通局經營的地下鐵。全部共有三條路線，總長31.4公里，設36個車站。
福岡市地下鐵的正式名稱其實是「福岡市高速鐵道」，但在給旅客的資料上中文使用的是「福岡市營地鐵」，日文則是。

## 經營現況
福岡市地下鐵於2019年有1.73億人次使用，日均為47.3萬人次。

## 歷史
- 1973年（昭和48年）12月22日：福岡市議會決定該市將開展高速交通項目。
- 1974年（昭和49年）8月22日：1號線（姪濱 - 博多，機場線）及2號線（中洲川端 - 貝塚，箱崎線）獲得地方鐵路許可證。
- 1975年（昭和50年）11月12日：破土動工。
- 1981年（昭和56年）7月26日：1號線室見 - 天神段開通，1000系列車（日语：福岡市交通局1000系電車）開始商業運營。
- 1982年（昭和57年）4月20日：1號線天神 - 中洲川端段開通；2號線中洲川端-吳服町段開通。
- 1983年（昭和58年）3月22日：1號線姪濱 - 室見、中洲川端 - 博多（臨時站）段開通，並開始與日本國有鐵道筑肥線的直通運轉服務，日本國鐵103系1500番台列車在1號線開始商業運營。由于1號線姪濱 - 博多與國鐵筑肥線平行，因此國鐵將筑肥線該區間廢線。
- 1984年（昭和59年）
  - 1月20日：單人操作開始。
  - 4月27日：2號線吳服町 - 馬出九大醫院前站段開通。
- 1985年3月3日：1號線博多（臨時站）-博多段開通，博多（臨時站）废止。
- 1986年（昭和61年）
  - 1月31日： 2號線馬出九大病院前 - 箱崎九大前段開通。
  - 10月13日：1號線博多 - 福岡機場段的建設工程獲得許可。
  - 11月12日：2號線箱崎久大前 - 貝塚段開通，至此全線開通。
- 1988年（昭和63年）11月8日：列車上開始英語廣播。
- 1992年（平成4年）12月16日：1、2號線2000系列車（日语：福岡市交通局2000系電車）開始商業運營。
- 1993年（平成5年）3月3日：1號線博多 - 福岡機場段開通，至此該線全線通車。 1號線改稱為機場線，2號線改稱為箱崎線。
- 1995年（平成7年）
  - 5月8日：儲值卡“f卡”推出。
  - 6月7日：3號線橋本 - 天神南段獲得一級鐵路營業執照。
- 1996年7月26日：地鐵吉祥物“近丸”(ちかまる)誕生。牠是根據草原犬鼠設計的[3]。 根據官方資料，牠出生於7月26日（這一天是福岡市地鐵開通日），體長：30厘米，體重：1公斤。 牠的特技是跑得快和挖洞，牠最喜歡的食物是土豆。 這個名字來源於地鐵拉近起點和目的地兩地距離的想法。現時牠亦於快捷卡卡面的插圖出現。
- 1997年（平成9年）
  - 1月22日：3號線破土動工。
  - 8月1日：推出一日通票。
- 1999年（平成11年）4月1日：推出Yokanet卡，這是西日本鐵道和福岡市交通局發行的儲值卡，該卡可以在兩者的鐵路上通用。
- 2000年（平成12年）
  - 1月22日：JR九州303系列車（日语：JR九州303系電車）在機場線開始商業運營。
  - 3月27日：各車站電梯安裝完畢。
  - 7月24日：推出弱冷車廂。
- 2001年（平成13年）
  - 4月1日：福岡市交通局推出地鐵與九州旅客鐵道（JR九州）通用的儲值卡“Waiwai卡”（ワイワイカード）。
  - 6月28日：分展系統（入場/出席確認系統）推出。
  - 10月1日：停止售賣回數券。
  - 12月1日：福岡市交通局推出地鐵和福岡市立自行車停車場共通的定期票“騎自行車證”（乗っチャリパス）。
- 2002年（平成14年）
  - 4月1日：福岡市交通局推出地鐵連接西鐵天神大牟田線的定期票。
  - 7月15日：引入車站編號。
- 2003年（平成15年）6月20日：3號線的暱稱定為七隈線。[4]
- 2005年（平成17年）2月3日：七隈線橋本 - 天神南段開通，3000系列車（日语：福岡市交通局3000系電車）開始在該線上商業運營。
- 2009年（平成21年）3月7日：福岡市交通局推出快捷卡。
- 2010年（平成22年）
  - 3月13日：快捷卡開始與JR九州的SUGOCA、西日本鐵路的nimoca和JR東日本的西瓜卡互相通用。
  - 3月31日：“Yokanet卡”停止發售。雖然如此，未使用或尚有餘額的卡於4月1日之後仍可以繼續在福岡市地鐵和西鐵天神大牟田線（包括太宰府線和甘木線）上使用。
- 2011年（平成23年）
  - 3月2日：所有地鐵站引入車站編號。
  - 3月31日：“WaiWai卡”停止發售。
  - 10 月31日：“Waiwai 卡”和“Yokanet 卡”停止使用。
- 2012年（平成24年）12月31日：“f卡”終止發售。
- 2013年（平成25年）
  - 3月23日：快捷卡開始與Kitaca、PASMO、manaca、TOICA、ICOCA和PiTaPa互通。
  - 10月31日：“EF卡”停止使用。
  - 12月5日：天神南 - 博多區間动工。
- 2014年3月25日：兩名女司機獲得司機執照，成為該機構首批女司機[5]。
- 2015年2月5日：JR九州305系列車開始在機場線商業運營。[6]
- 2023年3月27日：七隈線天神南 - 博多區間開通[7]。
- 2024年
  - 4月1日：信用卡等觸控支付開始適用身障和兒童票價。[8]
  - 11月29日：4000系列車（日语：福岡市交通局4000系電車）投入使用。[9][10]

## 路線
| 路線顏色 | 記號 | 路線編號 | 中文線名 | 日文線名 | 起點            | 終點            | 長度 （公里） |
| -------- | ---- | -------- | -------- | -------- | --------------- | --------------- | ------------- |
| 橙色     | K    | 1號線    | 機場線   |          | 姪濱（K01）     | 福岡機場（K13） | 13.1          |
| 藍色     | H    | 2號線    | 箱崎線   |          | 中洲川端（H01） | 貝塚（H07）     | 4.7           |
| 綠色     | N    | 3號線    | 七隈線   |          | 橋本（N01）     | 博多（N18）     | 13.6          |

### 直通運轉路段
在福岡市地下鐵系統內，機場線與箱崎線相互直通運轉，箱崎線列車會由中洲川端車站繼續駛入機場線路段直到西新車站／姪濱車站，機場線的列車則會駛入箱崎線直到貝塚車站。另外，機場線與九州旅客鐵道筑肥線相互直通運轉，福岡市地下鐵的車輛會由姪浜車站繼續駛入筑肥線路段，九州旅客鐵道的車輛則會駛入機場線直到福岡機場車站。
箱崎線和七隈線目前並無與其他鐵路公司直通運轉，箱崎線在貝塚車站與西日本鐵道貝塚線有銜接，也曾討論過是否與其相互直通運轉，但目前仍無直通運轉的規劃。

### 延伸計畫及構想
七隈線由天神南車站往博多方向延伸並接入博多車站的延伸部分於2023年3月27日通車。雖然尚未被福岡市政府正式採納，七隈線有進一步延伸至福岡機場國際線航廈的構想。
此外，機場線亦曾計劃從福岡機場站延伸至東平尾公園。此外，當地居民、飯塚市和篠栗町也開展了活動，旨在將機場線從福岡機場站延長至長者原站，福岡縣政府已於2021年開始考慮相關計劃。

## 使用车辆

### 机场線・箱崎線
机场線・箱崎線使用1067mm軌距，车辆可与JR九州筑肥線直通，福岡市交通局所属车辆有：
- 1000N系（日语：福岡市交通局1000系電車） - 1000系的大規模改修車，为6辆編成，有18編成108辆，編成定員854人。
- 2000N系（日语：福岡市交通局2000系電車） - 2000系的大規模改修車，为6辆編成，有6編成36辆，編成定員854人。
- 4000系（日语：福岡市交通局4000系電車） - 用以替代老化的1000N系，为6辆編成，有18編成108辆[10]，編成定員849人。2024年11月29日起投入使用[9][14]。

JR九州所属，直通机场線（不直通箱崎線）的车辆有：JR九州303系電力動車組、JR九州305系电力动车组，另外直通初期JR九州使用日本國鐵103系1500番台列車，但现在103系只在筑肥線内使用。

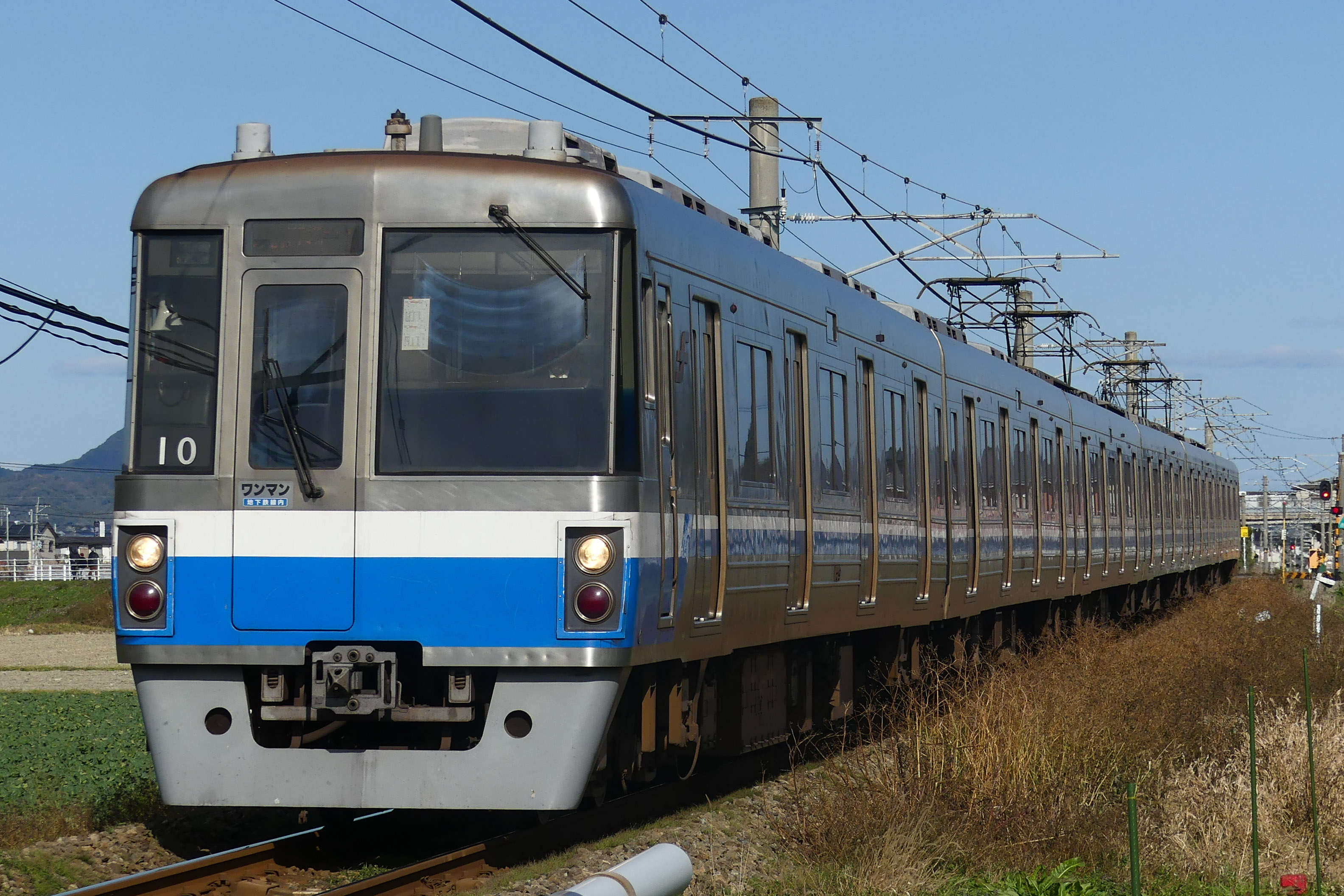
1000N系
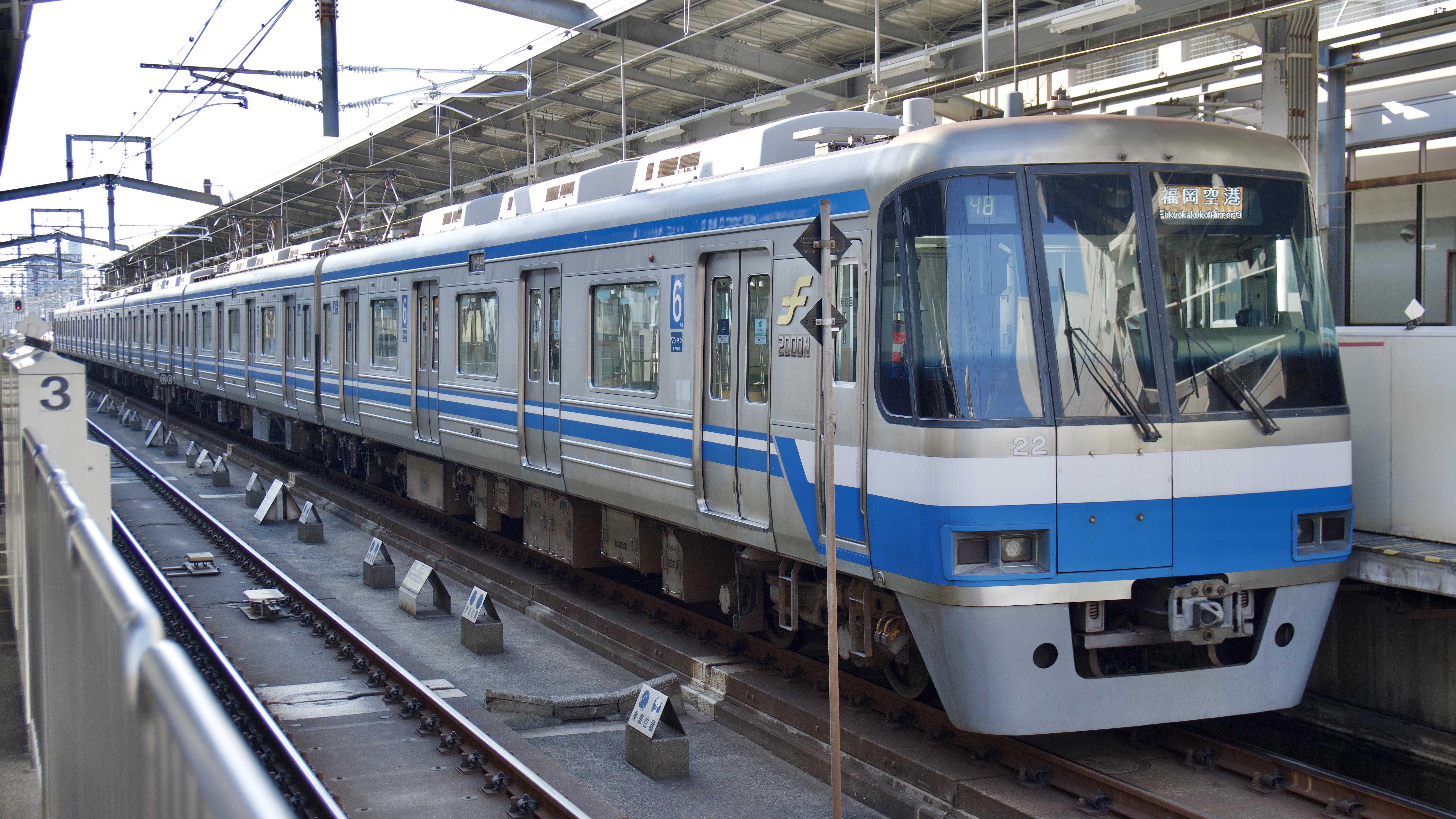
2000N系
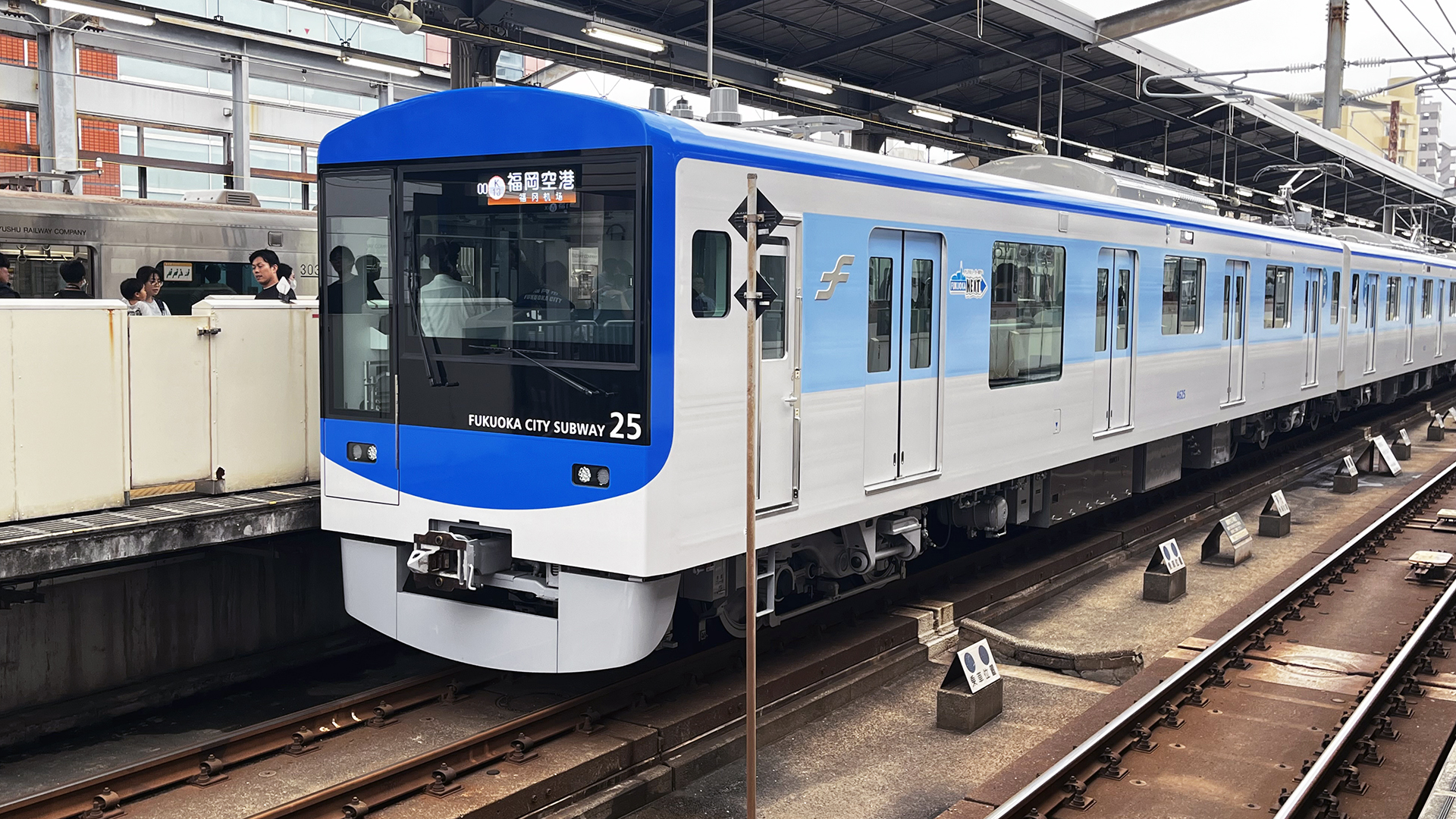
4000系
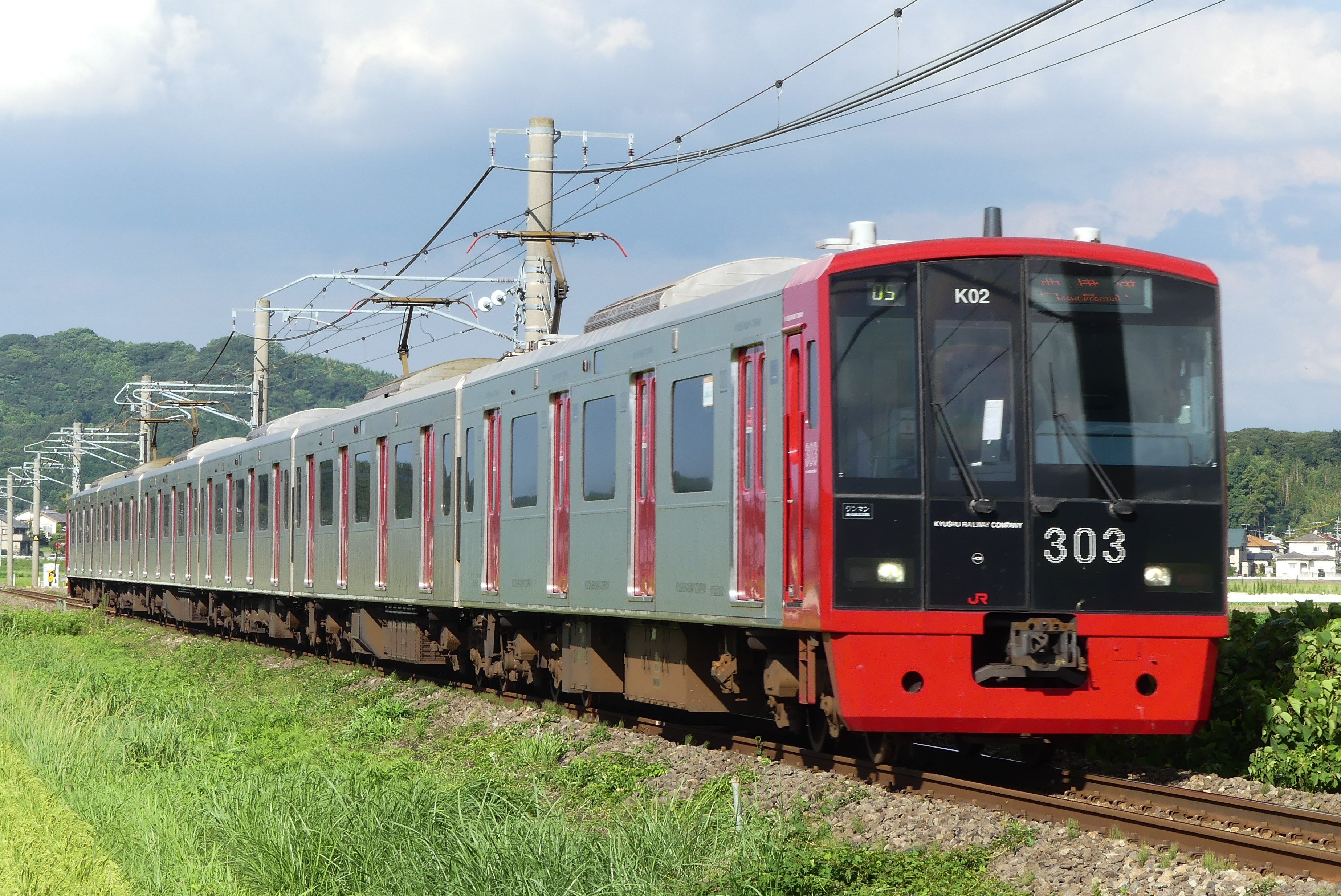
JR九州303系
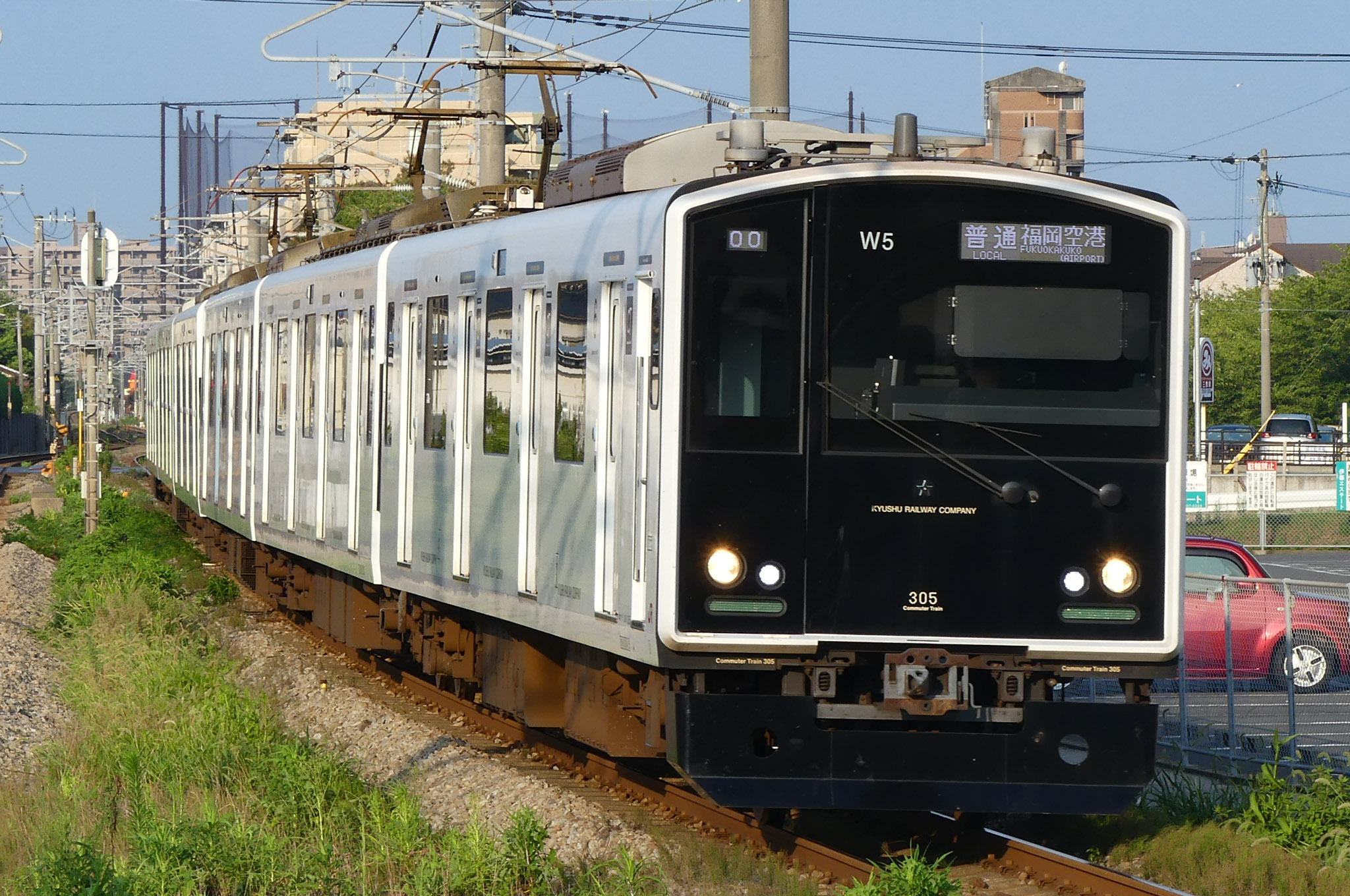
JR九州305系
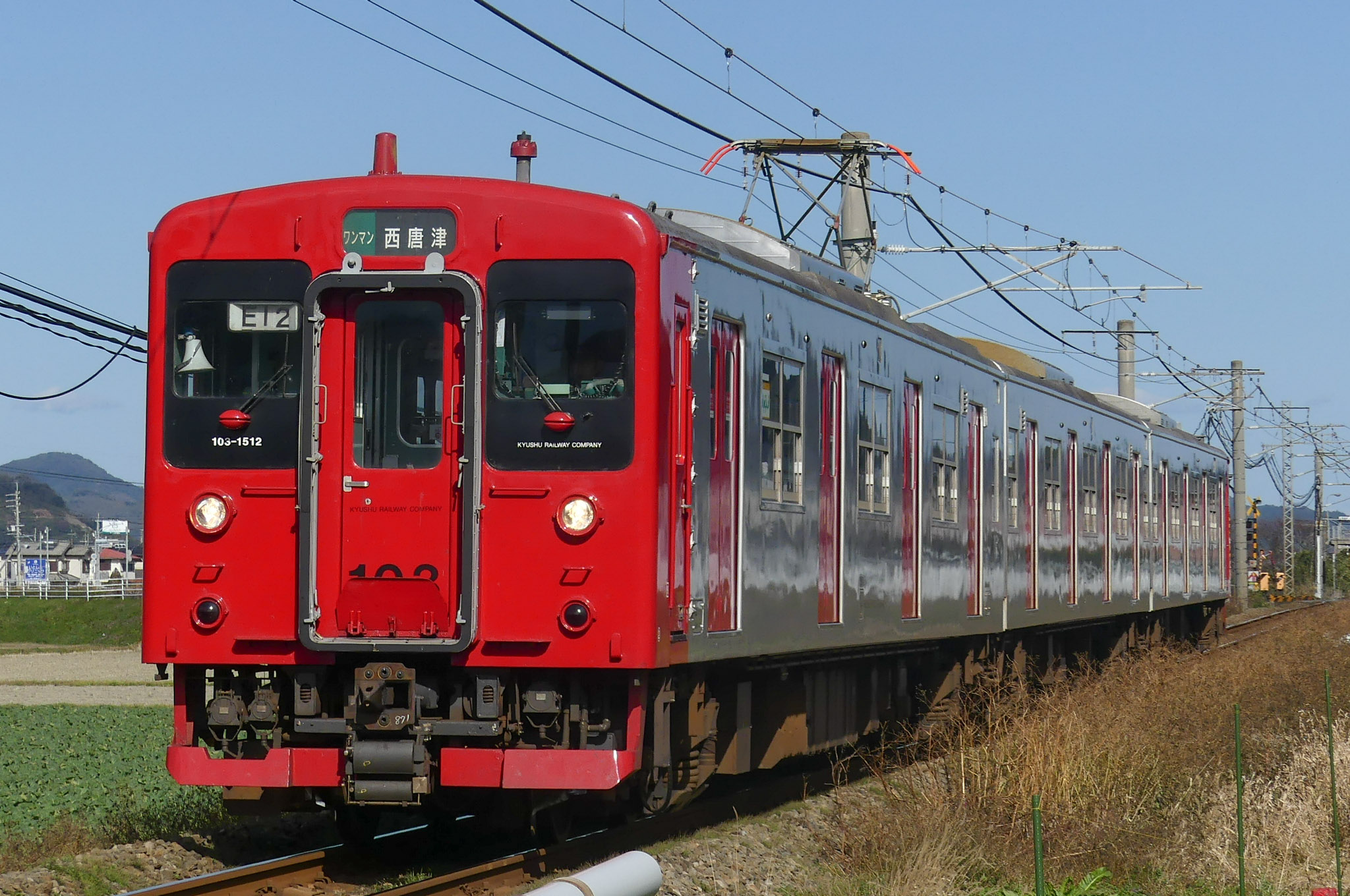
国铁103系1500番台 (已退出)

### 七隈線
七隈線不与其他路线直通，使用1435mm标准轨距列車
- 3000・3000A系列車（日语：福岡市交通局3000系電車） - 3000系于2005年七隈線开通开始使用，3000A系是为了应对2023年天神南 - 博多間延伸开通，在2022年9月投入。3000系为4辆編成，3000系有17編成68辆、3000A系有4編成16辆，編成定員378人。[15]

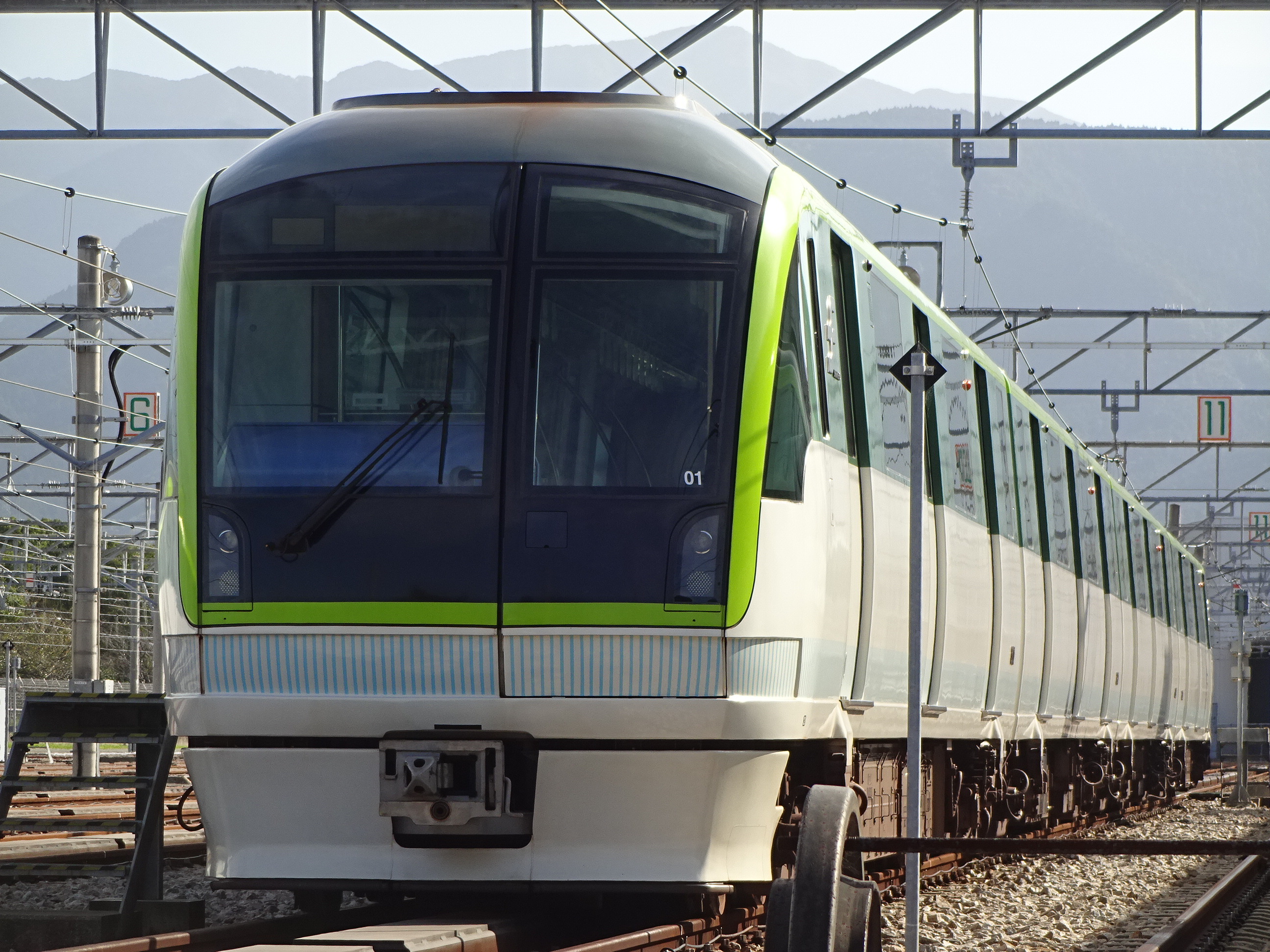
3000系
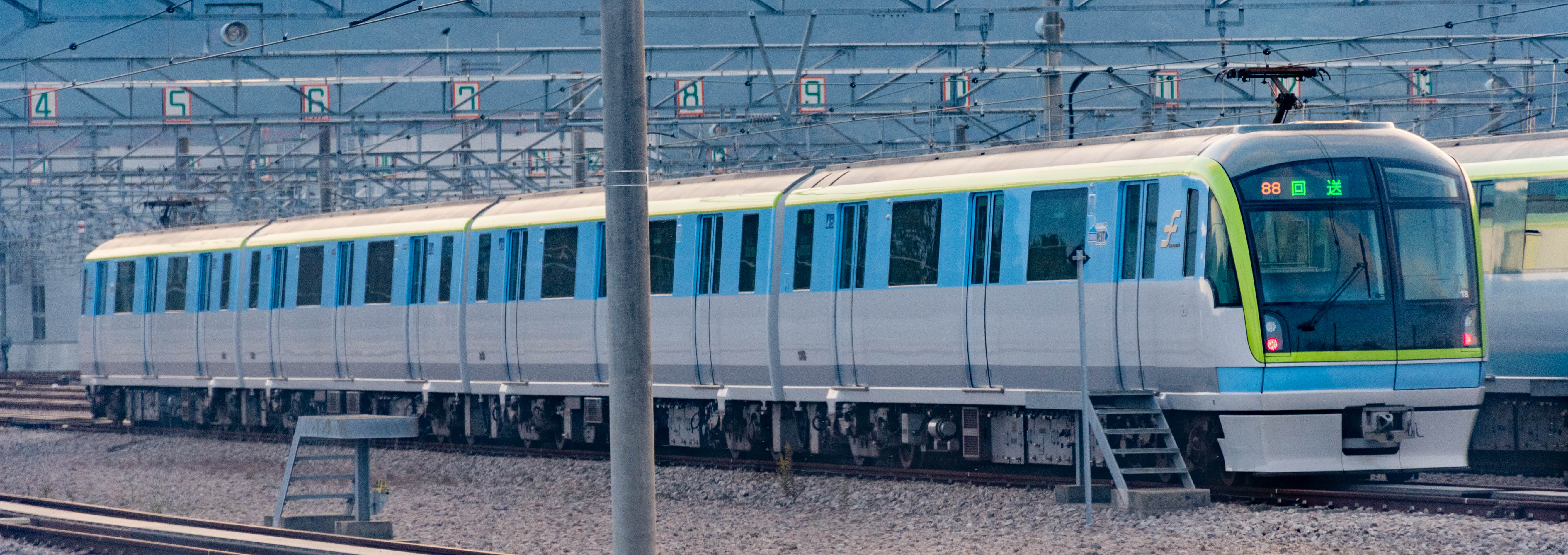
3000A系

## 外部連結
- 福岡市地铁官网 （页面存档备份，存于） （日語）
- 福岡市地鐵官网 （页面存档备份，存于） （简体中文）
- 福岡市地鐵官网 （页面存档备份，存于） （繁體中文）